# Girod
Girod ist eine Ortsgemeinde im Westerwaldkreis in Rheinland-Pfalz. Sie gehört der Verbandsgemeinde Montabaur an.

## Geographie
Die Gemeinde liegt im Westerwald zwischen Koblenz und Gießen am Eisenbach und am Rande des Naturparks Nassau.
Kleinholbach ist ein Ortsteil von Girod. Die beiden Dörfer sind durch die A 3 getrennt.

## Geschichte
Girod wurde 1235 zum ersten Mal urkundlich erwähnt.
Die Kirche St. Jakobus der Ältere wurde 1525 erstmals erwähnt. 1711 war der Ort Teil des Kirchspiels Großholbach, aus dem er sich 1889 mit der Einrichtung einer eigenen Pfarrei löste.
Wohl kurz nach 1463 wurde die erste Mühle in der Dorfgemarkung erbaut. 1525 werden drei weitere Mühlen erwähnt, darunter die Druckmühle, die 1653 als Ölmühle neu erbaut und im 19. Jahrhundert unter dem Namen Antoinettenmühle geführt wurde.
Die heutige Gemeinde entstand am 7. Juni 1969 durch Neubildung aus den zuvor eigenständigen Gemeinden Girod (595 Einwohner) und Kleinholbach (326 Einwohner).
Im heutigen Gemeindegebiet von Girod und der Nachbargemeinde Steinefrenz befand sich das Dorf Potenhain, das 1412 erstmals erwähnt wird und wohl kurz nach 1476 wüst fiel. Seine Gemarkung wurde Steinefrenz und Girod zugeschlagen. Ebenso erging es der Gemarkung von Wenigenfrenz, das 1364 erstmals genannt wird. Spätestens 1564 war der Ort wüst.
Einwohnerentwicklung
Die Entwicklung der Einwohnerzahl bezogen auf das heutige Gebiet der Ortsgemeinde Girod, die Werte von 1871 bis 1987 beruhen auf Volkszählungen:
| Jahr | Einwohner |
| ---- | --------- |
| 1815 | 437       |
| 1835 | 529       |
| 1871 | 578       |
| 1905 | 652       |
| 1939 | 827       |

| Jahr | Einwohner |
| ---- | --------- |
| 1950 | 845       |
| 1961 | 851       |
| 1970 | 984       |
| 1987 | 973       |
| 2005 | 1230      |

## Politik

### Gemeinderat
Der Gemeinderat in Girod besteht aus 16 Ratsmitgliedern, die bei der Kommunalwahl am 9. Juni 2024 in einer Mehrheitswahl gewählt wurden, und dem ehrenamtlichen Ortsbürgermeister als Vorsitzendem.

### Bürgermeister
Dennis Liebenthal wurde am 26. August 2024 Ortsbürgermeister von Girod. Bei der Direktwahl am 9. Juni 2024 war er als einziger Bewerber mit einem Stimmenanteil von 89,3 % für fünf Jahre gewählt worden.
Sein Vorgänger Hans-Jürgen Herbst hatte das Amt seit 2009 inne und war bei der Wahl 2024 nicht erneut angetreten. Zuletzt bei der Direktwahl am 26. Mai 2019 war er mit einem Stimmenanteil von 77,93 % für weitere fünf Jahre in seinem Amt als Ortsbürgermeister bestätigt worden.

### Wappen
Blasonierung: „Gespalten von Rot und Gold und geteilt durch einen vorne silbernen und hinten blauen Wellenbalken, rechts oben ein schräggekreuzter gestürzter silberner Schlüssel mit Vierpassreite mit einem ebensolchen Schwert, belegt mit einer silbernen Jakobsmuschel, unten eine aus dem Schildrand wachsende dreistufige silberne Treppe, links oben ein fünfspeichiges blaues Mühlrad, unten ein blaues herzförmiges Rodehackenblatt.“
Die beiden Wappenfelder Rot und Gold stehen für die Ortsteile Girod und Kleinholbach. Die Wappenfarben Rot und Silber für Kurtrier rechts sowie Blau und Gold für das Herzogtum Nassau links symbolisieren die ehemaligen Landesherren. Die Attribute der Schutzheiligen der Kirchen von Girod (St. Jakobus) und Kleinholbach (St. Peter und Paul) sind als gekreuzte Schlüssel und Schwert für St. Peter und Paul und der Muschel für St. Jakobus dargestellt und stehen damit auch symbolisch für beide Ortsteile. Der Wellenbalken steht für den durch beide Ortsteile fließenden Eisenbach. Fünf noch bekannte Wassermühlen an dessen Ufern repräsentiert das fünfspeichige Mühlrad. Das herzförmige Blatt einer Rodehacke symbolisiert den auf eine Rodung hindeutenden Ortsnamen Girod. Die drei Stufen beschreiben redend den „stufenförmigen“ Tontagebau, des „weißen Westerwaldgoldes“, im Ort.

## Kultur und Sehenswürdigkeiten
- Siehe Liste der Kulturdenkmäler in Girod
- Siehe Liste der Naturdenkmale in Girod

## Verkehr

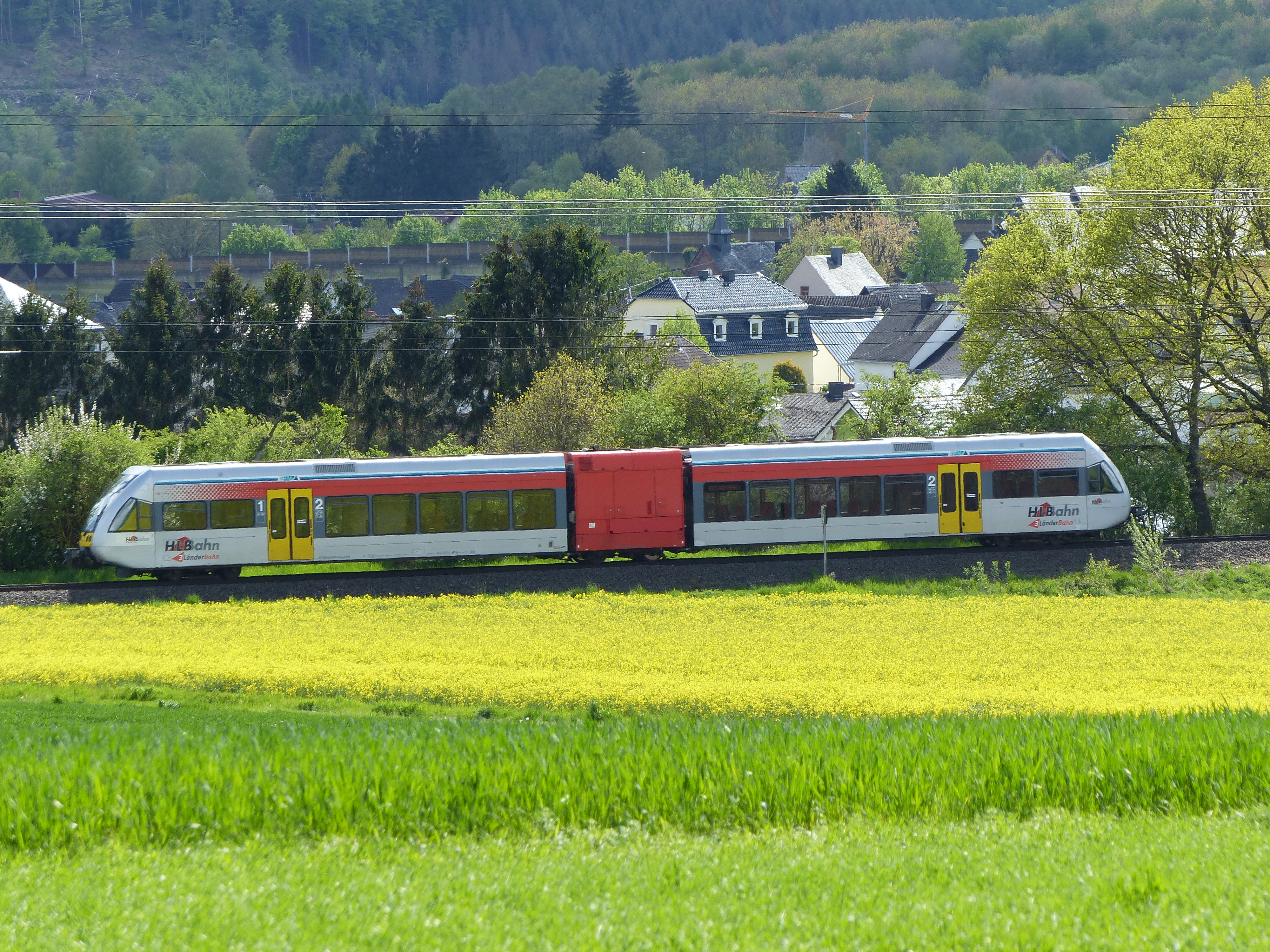
Zug der Linie RB29 passiert Girod auf der Unterwesterwaldbahn

Girod verfügt über einen Haltepunkt an der Unterwesterwaldbahn Siershahn – Wirges – Montabaur – Elz Süd – Diez Ost – Limburg an der Lahn, welcher durch die Züge der Linie RB 29 der Hessischen Landesbahn HLB, Bereich Dreiländerbahn nach dem Rheinland-Pfalz-Takt täglich im Stundentakt bedient wird.
Zudem ist Girod sowie der Ortsteil Kleinholbach an die Buslinie 450 (Montabaur – Nentershausen – Diez – Limburg) der Firma Rhein-Mosel-Bus angeschlossen. Seit dem 1. Januar 2017 gilt auch im Westerwaldkreis der Tarif des Verkehrsverbund Rhein-Mosel (VRM).
In den späten Abendstunden sowie an Samstagen, Sonntagen und Feiertagen, außerhalb der Fahrtzeiten der Linienbusse, ist Girod zudem durch die Anruf-Sammeltaxi Linie 8410 (Montabaur – Girod – Nentershausen – Görgeshausen) an den ÖPNV angeschlossen.
Die nächsten Autobahnanschlussstellen sind Montabaur und Diez an der A 3 Köln – Frankfurt am Main, jeweils etwa fünf Kilometer entfernt.